# 고모다하마 신사

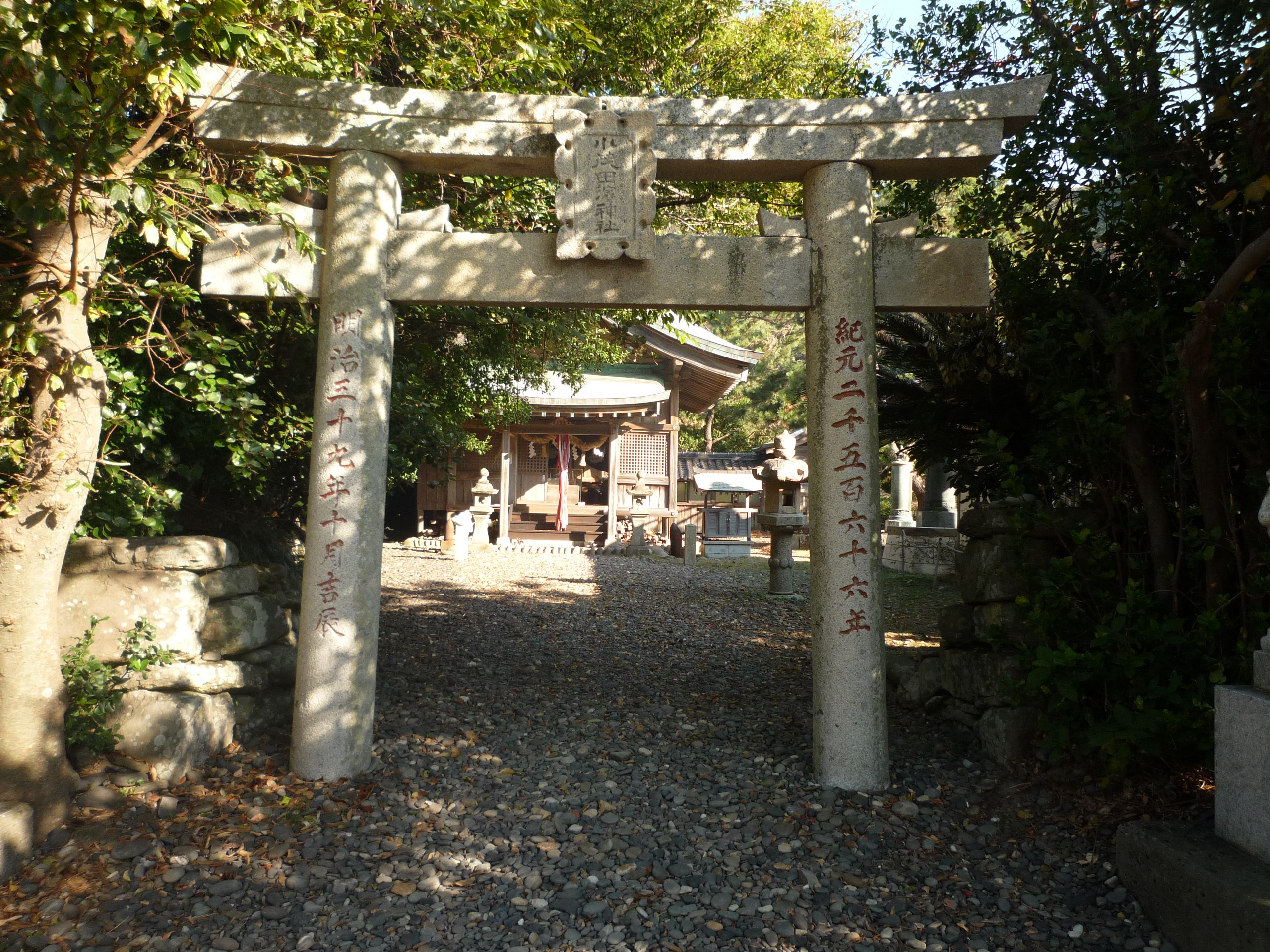
고모다하마 신사 정면

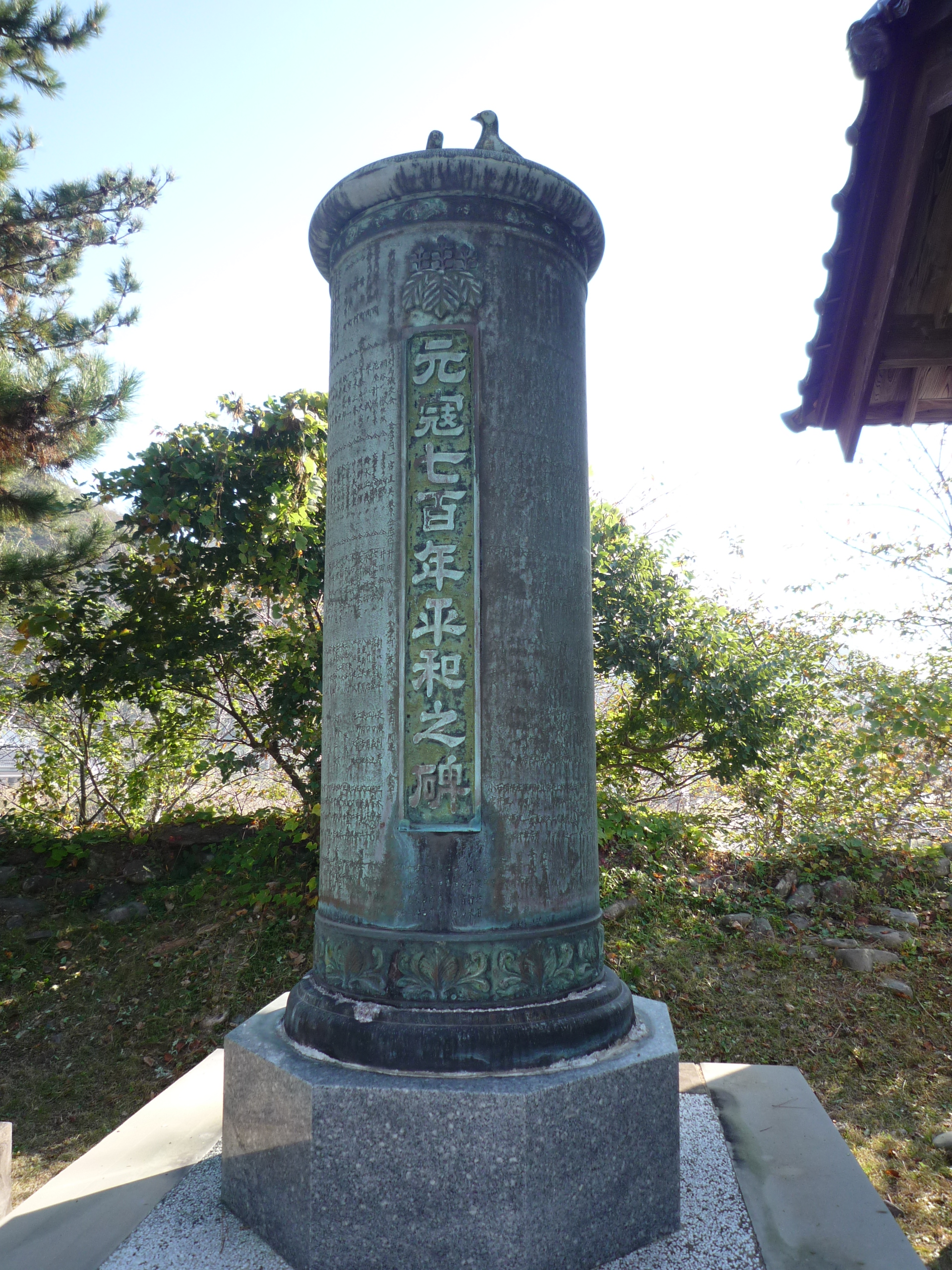
원구 700주년 기념비

원구의 모습을 전하기 위한 노래를 가진 비석

고모다하마 신사(小茂田浜神社 고모다하마진쟈[*])는 나가사키현 쓰시마시에 자리잡고 있는 진좌이자 신사이다. 위치는 대략적으로 볼 때 쓰시마섬의 서남부 해안에 위치하여 있어 원구 (분에이의 역)의 제에 원나라와 고려의 연합군이 합심하여 상륙하게 된 영토에 해당되며, 1274년(분에이 11년)에 창건된 것으로 보인다. 그리고 사격 등은 현사(県社)이며, 본전의 양식은 유조(流造)이다.

## 소재지
- 나가사키현 쓰시마시 이즈하라마치 고모다 742번지

## 제신
소우마 윤조국(宗右馬允助國, 스케쿠니)을 주제신으로 삼는다. 또한 원구에서 전사하였던 장사의 영혼을 기리고 있는 것을 목적으로 바친 제신이기도 하다.

## 개요
제신의 스케쿠니가 원구의 역에서, 나라를 애쓰기 위해 싸우고 목숨을 바친 것으로 보인다. "국난 사변을 즈음하여 신위를 발휘시키고 목숨을 바치고 싸우게 되고 또한 평시에 있어서는 국가의 평화를 지키는 것"을 삼고 있는 신이다. 이 외에도 쓰시마섬 주민들이 고모다하마 신사의 관리를 추진하고, 원구가 일어난 지 650년이 지난 1924년(다이쇼 13년)에는 도리이가 신설되고, 원구 650주년 기념비 건설까지 실현시켰다. 그 외에도 1974년(쇼와 49년)에는 원구 700년 기념비까지 건립되었던 것으로 보인다. 

## 주요 제전
- 1월 1일 : 원단제
- 12월 31일 : 제야제

## 참고 문헌
- 고모다하마 신사 어유서서 (小茂田浜神社御由緒書)

## 같이 보기
- 원나라의 일본 원정
- 원구 사료관(일본어판, 중국어판)